# Burdzsi mamlúkok
A burdzsi mamlúkok, arabosan al-burdzsijja (arab írással البرجیة; tudományos átiratban al-burǧiyya) elterjedt, ám pontatlan megnevezése az Egyiptomra és Szíriára kiterjedő Mamlúk Birodalom 1382–1517 között uralkodó szultánjainak. A kortárs és későbbi arab történetírás általában a „cserkesz” megnevezést használta rájuk (pl. daulat al-dzsarkasz: „a cserkeszek dinasztiája/állama”), utalva elsöprő többségük származására. Noha 24 uralkodót sorolunk közéjük, csupán tizenöten voltak ténylegesen is mamlúkok, és egyikük sem tartozott az eredetileg is burdzsijjának nevezett, hatalomátvételük előtt mintegy 70 évvel megszűnt alakulathoz. (Ebből a szempontból az elnevezés még pontatlanabb, mint a mamlúk szultánok őket megelőző láncolatáé, a bahri mamlúkoké, ahol az alapítók ténylegesen az adott alakulatból emelkedtek fel.) A téves azonosítás onnan ered, hogy az eredeti burdzsik is cserkeszek voltak.

## A név eredete
Amikor 1279-ben az utolsó ténylegesen is bahri mamlúkból felemelkedett szultán, al-Manszúr Kaláún jutott hatalomra, elődeihez hasonlóan saját mamlúksereg toborzásához látott. Erre az időre a rabszolgapiacokra már nem elsősorban kipcsakok érkeztek, hanem a Kaukázus északi előteréből származó cserkeszek, így Kaláún serege is főleg ebből az etnikumból került ki, de a szerzők abházokat és örményeket is említenek. A szultán a 3700 főnyi alakulatot a székhelyéül szolgáló kairói fellegvár tornyaiban (arabul burdzs) szállásolta el, ezért lakhelyükről burdzsi, azaz toronybéli mamlúkoknak nevezték őket.

## A burdzsi mamlúkok története
Kaláún 1290-ben bekövetkezett halála után még sokáig leszármazottai, a Kaláúnidák uralkodtak, leszámítva három esetet, amikor a szultán mamlúkjai vették át a hatalmat. Kaláún fia, Al-Asraf Halíl meggyilkolását követően, 1293-ban a mamlúk emírek vették kezükbe a hatalmat. A burdzsik a fellegvár parancsnoka, Szandzsar as-Sudzsái oldalára álltak, ám őt 1294-ben megölte riválisa, a türk mamlúkokra támaszkodó Kitbuga, aki elfoglalta a trónt és büntetésül a burdzsikat szétszórta Kairóban. Kitbuga megbuktatása után, al-Manszúr Ládzsín uralma idején (1296–1299) a Kurdzsi vezette burdzsik visszanyerték korábbi privilégiumaikat és befolyásukat, amit a fiatal an-Nászir Muhammad második uralkodása (1299–1309) alatt is megőriztek. Egyik vezetőjük, Bajbarsz al-Dzsásnikír főkamarási rangban az államélet egyik meghatározó alakja lett (a másik Szajf ad-Dín Szalár volt, aki alkirályi hivatalt viselt).
Miután az önállósodni vágyó an-Nászir Muhammad 1309-ben elhagyta Egyiptomot, és a jordániai al-Karakból kezdte szervezni a visszatérését, a burdzsik támogatásával Bajbarsz elbitorolta tőle a szultánságot. Uralma azonban nem volt tartós, ráadásul szárazság és járvány is lecsapott Egyiptomra ebben az időben. Végül Arábia felé próbált menekülni a közelgő Muhammad elől, aki azonban elfogatta és kivégeztette. Ezután az őket támogató burdzsi hadsereg minden jelentőségét elvesztette, a későbbi forrásokban alig emlékeznek meg róluk. (A szakirodalomban burdzsinak nevezett szultánokat a korabeli és későbbi arab források sosem nevezik így.)

## A burdzsinak nevezett szultánok listája
| Név                    | Uralkodása | Megjegyzések |
| ---------------------- | ---------- | --- |
| az-Záhir Barkúk        | 1390–1399  | másodszor a trónon; ismét megbuktatta a restaurált hatalmú Háddzsit                                                              |
| an-Nászir Faradzs      | 1399–1405  | Barkúk fia, összeesküvéstől tartva elmenekült a palotából, mire lemondatták                                                      |
| al-Manszúr Abd al-Azíz | 1405       | Barkúk fia, Faradzs öccse. Bátyja távollétében kiáltották ki szultánnak, ám az visszatérve lemondatta                            |
| an-Nászir Faradzs      | 1405–1412  | másodszor a trónon; a lázadó szíriai helytartók elleni harcban fogságba esett és kivégezték                                      |
| al-Musztaín            | 1412       | abbászida kalifa. Faradzs meggyilkolása után a lázadók tették szultánná; Még abban az évben lemondatták                          |
| al-Muajjad Sajh        | 1412–1421  | Barkúk mamlúkja, szíriai helytartó és lázadó                                                                                     |
| al-Muzaffar Ahmad      | 1421       | Sajh fia, kétéves csecsemőként került trónra                                                                                     |
| az-Záhir Tatar         | 1421       | Barkúk mamlúkja, a csecsemő Ahmadot letéve került trónra, ám rövidesen elhunyt                                                   |
| asz-Szálih Muhammad    | 1421–1422  | Tatar fia, tízesztendősen került trónra                                                                                          |
| al-Asraf Barszbáj      | 1422–1438  | Barkúk mamlúkja, atabég Muhammad mellett, akit megbuktatva lett szultán                                                          |
| al-Azíz Juszuf         | 1438       | Barszbáj fia, tizennégy évesen került trónra                                                                                     |
| az-Záhir Csakmak       | 1438–1453  | Barkúk mamlúkja, Júszufot letéve került trónra                                                                                   |
| al-Manszúr Uszmán      | 1453       | Dzsakmak fia, két hónap után megbuktatták                                                                                        |
| al-Asraf Inál          | 1453–1461  | Barkúk mamlúkja, Uszmánt letéve került trónra                                                                                    |
| al-Muajjad Ahmad       | 1461       | Ínál fia, hónapokon belül letették                                                                                               |
| az-Záhir Huskadam      | 1461–1467  | al-Muajjad Sajh mamlúkja, Ahmad atabégje és megbuktatója                                                                         |
| az-Záhir Jalbáj        | 1467       | al-Muajjad Sajh mamlúkja, az előkelőségek jelölték ki Huskadam örökösének                                                        |
| az-Záhir Timurbuga     | 1467–1468  | Dzsakmak mamlúkja, a hatalmi harc során tették trónra, majd két hónap múltán lemondatták                                         |
| al-Asraf Káitbej       | 1468–1496  | Dzsakmak mamlúkja, a hatalmi harc során tették trónra                                                                            |
| II. An-Nászir Muhammad | 1496–1498  | Kájitbáj fia, tizennégy évesen került trónra; de önállósodási tervei miatt meggyilkolták                                         |
| az-Záhiir Kánszauh     | 1498–1500  | Kájitbáj mamlúkja, a befolyásos Túmán Báj tette trónra és buktatta meg                                                           |
| al-Asraf Dzsanbulát    | 1500–1501  | Kájitbáj mamlúkja, atabég; Túmán Báj tette trónra és buktatta meg                                                                |
| al-Ádil Túmán Báj      | 1501       | Kájitbáj mamlúkja, davádár, két elődjének trónra segítője és megbuktatója                                                        |
| al-Asraf Kánszauh      | 1501–1516  | Kájitbáj mamlúkja, az előkelőségek tették trónra                                                                                 |
| al-Asraf Túmán Báj     | 1516–1517  | Kánszauh unokaöccse, davádár. Elődje halála után választották szultánná, az oszmán hódítás során elvesztette hatalmát és életét. |